# Traité d'interdiction complète des essais nucléaires
Pour les articles homonymes, voir TICE.
- État annexe 2, signé et ratifié
- État annexe 2, signé
- État annexe 2, non signataire
- Autre État, signé et ratifié
- Autre État, signé
- Autre État, non signataire

Traité de Pelindaba (1996) Convention sur l'interdiction des mines antipersonnel (1997)
Le traité d'interdiction complète des essais nucléaires ou TICEN ou encore TICE (en anglais Comprehensive Nuclear-Test-Ban Treaty : CTBT) est un traité international par lequel chaque État partie s’engage à ne pas effectuer d’explosion expérimentale d’arme nucléaire ou d'autre explosion nucléaire dans quelque environnement terrestre que ce soit.
Le TICEN a été ouvert à la signature le 24 septembre 1996 à New York, aux États-Unis. Il n'est toujours pas entré en vigueur. En effet, pour ce faire, il faut que les 44 États repris dans l'annexe 2 du traité ratifient le texte ; or, en 2019, seuls 36 d'entre eux l'ont fait.
Le TICE est, avec le traité sur la non-prolifération des armes nucléaires (TNP) de 1968 et le traité sur l'interdiction des armes nucléaires (TIAN) de 2017, l'un des trois traités de portée universelle en matière de désarmement nucléaire.
Par rapport au traité d'interdiction partielle des essais nucléaires (TIPEN) de 1963, les principales avancées du TICE sont d'interdire les essais nucléaires souterrains et de prévoir un régime très complet de vérification de son application.
Le traité instaure l'Organisation du traité d'interdiction complète des essais nucléaires en vue de faire respecter les dispositions du traité, en gérant dans le monde entier des instruments de mesure sismographiques afin de détecter les éventuels essais. Une « Commission préparatoire » est en place depuis 1997 qui de facto déploie progressivement les outils de vérification prévus, par anticipation de la ratification du traité.
La Corée du Nord est la seule puissance nucléaire à avoir procédé à des essais nucléaires depuis le début du XXIe siècle.

## Historique
Depuis 1945, plus de 2 000 essais nucléaires ont été effectués par les neuf puissances nucléaires dans le monde. Dans le double but de limiter la prolifération des armes nucléaires et les conséquences sur l'environnement, des négociations sur leur interdiction s'engagent dès les années 1950.

Les quatre types d'essais nucléaires :
1) atmosphérique ;
2) souterrain ;
3) extra-atmosphérique ;
4) sous-marin.

Le traité d'interdiction partielle des essais nucléaires, entré en vigueur le 10 octobre 1963, interdit de procéder à des explosions nucléaires dans l'atmosphère, dans l'espace extra-atmosphérique et sous l’eau. Les explosions souterraines sont permises, à condition qu’elles ne provoquent pas de déchets radioactifs en dehors des limites territoriales de l'État qui y procède,. Fin 2015, 126 États ont ratifié ce traité qui demeure en vigueur.
En 1991, le dirigeant soviétique Mikhaïl Gorbatchev annonce un moratoire unilatéral sur les essais nucléaires. Cette même année, un projet de loi est introduit au Congrès américain portant sur l'instauration d'un moratoire réciproque des essais nucléaires. Entrée en vigueur en 1992, cette loi prévoit un moratoire de neuf mois sur les explosions expérimentales d'armes nucléaires. En juillet 1993, le président Bill Clinton décide de prolonger le moratoire des États-Unis sur les tests.
L'Assemblée générale de l'ONU adopte en 1992 et 1993 des résolutions demandant à la Conférence du désarmement d'ouvrir des négociations en vue de conclure de façon urgente un traité d’interdiction complète des essais nucléaires, qui « est la toute première mesure à prendre pour faire cesser la course aux armements nucléaires et réaliser le désarmement nucléaire »,. Les négociations s'ouvrent à Genève en janvier 1994. Elles sont ajournées en septembre sans qu'un accord ne soit en vue. En mai 1995, les 180 États réunis pour la conférence d'examen du traité de non-prolifération des armes nucléaires adopte un plan d'actions comprenant l'adoption du TICE d'ici fin 1996.
Si les États-Unis annoncent en mars 1995 la prolongation de leur moratoire, la Chine procède encore à deux essais nucléaires en 1995 et deux autres en 1996. La France, qui n'a pas signé le TIPE, rompt le moratoire décidé par F. Mitterrand en 1991 et entreprend une nouvelle campagne de six essais souterrains en Polynésie, qui provoque de fortes réactions anti-françaises dans le monde. En août 1995, J. Chirac et B. Clinton annoncent que la France et les États-Unis soutiendront l'adoption d'un traité qui interdirait tous types d'essais nucléaires, y compris ceux de très faible puissance. La France procède à son dernier essai le 27 janvier 1996,,.
Les négociations reprennent à Genève en janvier 1996. L'Inde annonce qu'elle ne soutiendra le TICE qu'en échange d'un engagement de désarmement nucléaire borné dans le temps. L'Iran annonce également son refus de signer le TICE. La situation de blocage qui en résulte à la Conférence du désarmement est contournée en portant l'adoption du TICE devant l'Assemblée générale de l'ONU.
Le 10 septembre 1996, la résolution soutenue par l'Australie et 127 autres États est adoptée par 158 voix pour, 3 voix  contre et 5 abstentions.  Le TICE est ouvert à la signature aux Nations unies à New-York le 24 septembre 1996. 71 États le signent dès le premier jour, y compris les États-Unis,.
Mais ces signatures ne garantissent pas une ratification rapide du TICE. Pour être acquise, celle-ci suppose que tous les 44 États figurant en Annexe 2 du traité le ratifient. Ce sont les puissances nucléaires connues en 1996, ainsi que les États possédant des réacteurs nucléaires selon le recensement effectué par l'AIEA. La France ratifie le traité le 6 avril 1998. Aux États-Unis, le Sénat en rejette la ratification en 1999,.
Début 2020, le TICE n'est toujours pas en vigueur.

## Principales dispositions
Le Traité d'interdiction complète des essais nucléaires (TICE) interdit toute explosion expérimentale d'arme nucléaire ou toute autre explosion nucléaire où que ce soit. Afin de vérifier le respect de ses dispositions, le traité établit un réseau mondial d'installations de surveillance et permet des inspections sur place des événements suspects.
L'accord global contient un préambule, 17 articles de traité, deux annexes de traité et un protocole avec deux annexes détaillant les procédures de vérification.
Le préambule souligne la nécessité de poursuivre la réduction des armes nucléaires dans le monde dans l'objectif ultime de leur élimination et d'un désarmement général et complet sous un contrôle international strict et efficace, reprenant ainsi les objectifs du traité de non-prolifération nucléaire. Le préambule affirme que « la cessation de toutes les explosions expérimentales d’arme nucléaire et de toutes autres explosions nucléaires, en freinant le développement et l’amélioration qualitative des armes nucléaires et en mettant fin au développement de nouveaux types d’arme nucléaire, encore plus évolués, concourra efficacement au désarmement nucléaire et à la non-prolifération sous tous ses aspects ».

### Obligations fondamentales
L'article I définit l'objet et les obligations fondamentales du traité :
« 1. Chaque État partie s’engage à ne pas effectuer d’explosion expérimentale d’arme nucléaire ou d’autre explosion nucléaire et à interdire et empêcher toute explosion de cette nature en tout lieu placé sous sa juridiction ou son contrôle.
L'article III dispose que « chaque État partie prend, conformément aux procédures prévues par sa Constitution, toutes mesures requises pour s’acquitter des obligations qu’il a contractées en vertu du présent Traité ».

### Organisation
L'article II du traité établit l'Organisation du traité d’interdiction complète des essais nucléaires (OTICE) dont le rôle est d'assurer l’application des dispositions du TICE, et tout particulièrement celles relatives au régime sophistiqué de vérification de leur respect définies à l'article IV.
Prévoyant que le TICE n'entrerait pas en vigueur avant longtemps, tous ses signataires votent le 19 novembre 1996 une résolution qui crée une « Commission préparatoire » de l'OTICE « aux fins de l’exécution des préparatifs nécessaires à l’application efficace du Traité d’interdiction complète des essais nucléaires et afin de préparer la session initiale de la Conférence des États parties à ce traité ».
Le siège de la Commission préparatoire est établi à Vienne. Son fonctionnement s'articule autour d'une Assemblée plénière de ses membres i.e. tous les signataires du TICE, et d'un Secrétariat technique provisoire. Ses principales activité sont de mettre en place d'ores et déjà le régime de vérification, en avance de phase de l'entrée en vigueur du traité, et de promouvoir sa signature et sa ratification.

### Vérification
L'article IV et le protocole de vérification établissent le régime de vérification du traité, qui comporte quatre éléments de base : le système de surveillance international, la consultation et la clarification entre les Parties, les inspections sur place et les mesures de confiance. Le régime de vérification ne sera pleinement opérationnel qu'à l'entrée en vigueur du traité, s'agissant notamment des inspections sur place qui ne peuvent pas être effectuées par anticipation,.
Le système de surveillance international  (IMS) comprend 321 stations de surveillance et 16 laboratoires construits dans le monde entier. Ces 337 installations surveillent la planète pour détecter tout signe d'explosion nucléaire.

## Ratification du traité
L'annexe 1 du TICEN liste les 195 États qui peuvent signer et ratifier le texte : à savoir, les 192 membres des Nations unies ainsi que les îles Cook, Niévès et le Saint-Siège. À la date du 1er mars 2020, le TICEN compte 184 États signataires et 168 États parties.
L'annexe 2 du TICEN liste les 44 États qui, au moment de la négociation du traité en 1996, ont participé à la conférence du désarmement et dont le nom figure au tableau 1 de la publication de l'Agence internationale de l'énergie atomique consacrée aux réacteurs de puissance nucléaire et aux réacteurs de recherche nucléaire.
Pour que le traité entre en vigueur, ces 44 États doivent l'avoir ratifié. Au 1er mars 2020, cinq États ont signé le traité mais ne l'ont pas ratifié, la Chine, l'Égypte, les États-Unis, l'Iran et Israël, et trois États ne l'ont ni signé, ni ratifié, la Corée du Nord, l'Inde et le Pakistan. Parmi les neuf puissances nucléaires, seules trois, la France, le Royaume-Uni et la Russie l'ont ratifié.
Lors de son déplacement en Europe en avril 2009, Barack Obama prononce à Prague un discours plaidant pour un monde sans armes nucléaires et en faveur de la ratification du traité d'interdiction complète des essais nucléaires. Pour autant, les États-Unis ne l'ont toujours pas ratifié à mi-2023.
La Corée du Nord est la seule puissance nucléaire à avoir procédé à des essais nucléaires depuis le début du XXIe siècle.
Le 17 octobre 2023, les députés russes révoquent la ratification du traité.
| Pays           | Puissance nucléaire | Ratification                            | Continent |
| -------------- | ------------------- | --------------------------------------- | --------- |
| Afrique du Sud |                     | 30 mars 1999                            | Afrique   |
| Algérie        |                     | 11 juillet 2003                         | Afrique   |
| Allemagne      |                     | 20 août 1998                            | Europe    |
| Argentine      |                     | 4 décembre 1998                         | Amérique  |
| Australie      |                     | 9 juillet 1998                          | Océanie   |
| Autriche       |                     | 13 mars 1998                            | Europe    |
| Bangladesh     |                     | 8 mars 2000                             | Asie      |
| Belgique       |                     | 29 juin 1999                            | Europe    |
| Brésil         |                     | 24 juillet 1998                         | Amérique  |
| Bulgarie       |                     | 29 septembre 1999                       | Europe    |
| Canada         |                     | 18 décembre 1998                        | Amérique  |
| Chili          |                     | 12 juillet 2000                         | Amérique  |
| Chine          | ✔️                  |                                         | Asie      |
| Colombie       |                     | 29 janvier 2008                         | Amérique  |
| RD Congo       |                     | 2 septembre 2014                        | Afrique   |
| Corée du Nord  | ✔️                  |                                         | Asie      |
| Corée du Sud   |                     | 24 septembre 1999                       | Asie      |
| Égypte         |                     | 14 octobre 1996                         | Afrique   |
| Espagne        |                     | 31 juillet 1998                         | Europe    |
| États-Unis     | ✔️                  |                                         | Amérique  |
| Finlande       |                     | 15 janvier 1999                         | Europe    |
| France         | ✔️                  | 6 avril 1998                            | Europe    |
| Hongrie        |                     | 13 juillet 1999                         | Europe    |
| Inde           | ✔️                  |                                         | Asie      |
| Indonésie      |                     | 6 avril 2012                            | Asie      |
| Iran           |                     |                                         | Asie      |
| Israël         | ✔️                  |                                         | Asie      |
| Italie         |                     | 1er février 1999                        | Europe    |
| Japon          |                     | 8 juillet 1997                          | Asie      |
| Mexique        |                     | 5 octobre 1999                          | Amérique  |
| Norvège        |                     | 15 juillet 1999                         | Europe    |
| Pakistan       | ✔️                  |                                         | Asie      |
| Pays-Bas       |                     | 23 mars 1999                            | Europe    |
| Pérou          |                     | 12 novembre 1997                        | Amérique  |
| Pologne        |                     | 25 mai 1999                             | Europe    |
| Russie         | ✔️                  | 30 juin 2000 Révoqué le 17 octobre 2023 | Europe    |
| Roumanie       |                     | 5 octobre 1999                          | Europe    |
| Royaume-Uni    | ✔️                  | 6 avril 1998                            | Europe    |
| Slovaquie      |                     | 3 mars 1998                             | Europe    |
| Suède          |                     | 2 décembre 1998                         | Europe    |
| Suisse         |                     | 1er octobre 1999                        | Europe    |
| Turquie        |                     | 16 février 2000                         | Asie      |
| Ukraine        |                     | 23 février 2001                         | Europe    |
| Viêt Nam       |                     | 10 mars 2006                            | Asie      |
| Yémen          |                     |                                         | Asie      |
| Zambie         |                     | 23 février 2006                         | Afrique   |
| Zimbabwe       |                     | 13 février 2019                         | Afrique   |